# David Khakhaleishvili
David Khakhaleishvili, né le 28 février 1971 à Koutaïssi et mort le 11 janvier 2021, est un ancien judoka soviétique puis Géorgien. Il se révèle en remportant deux titres de champion d'Europe junior en 1988 et 1989. Aux Jeux olympiques de 1992, aligné au sein de l'Équipe unifiée, il remporta la médaille d'or dans la catégorie reine des poids lourd (+95 kg) en s'imposant en finale face au Japonais Naoya Ogawa. Quatre ans plus tard à Atlanta, ayant raté la pesée du matin, il ne peut défendre son titre alors qu'il était favori, puisqu'il n'est pas autorisé à combattre. Il n'a jamais remporté de titre mondial, échouant à deux reprises en finale : en 1991 face à Naoya Ogawa et en 1993 face au Français David Douillet. Néanmoins, il a remporté deux titres continentaux (en 1993 et 1996).

## Palmarès

### Jeux olympiques
- Jeux olympiques de 1992 à Barcelone (Espagne) :
  -  Médaille d'or dans la catégorie des poids lourd (+95 kg).

### Championnats du monde
| Chpts du monde       | 1991 Barcelone | 1993 Hamilton | 1995 Chiba |
| -------------------- | -------------- | ------------- | ---------- |
| poids lourd (+95 kg) | -              | 2e            | 3e         |
| toutes catégories    | 2e             | 3e            | -          |

### Championnats d'Europe
| Chpts d'Europe       | 1990 | 1993 | 1996 |
| -------------------- | ---- | ---- | ---- |
| poids lourd (+95 kg) | -    | 1er  | 1er  |
| toutes catégories    | 3e   | 1er  | -    |